# Francis Roux
Francis Roux, né le 20 mars 1908 à Cannes et mort dans cette même ville le 24 juillet 1998, est un footballeur français.

## Biographie
Né à Cannes, ce gardien de but fait ses débuts dans le club de sa ville natale, l'AS Cannes, où il joue de 1932 à 1935 en première division. Il y remporte la Coupe de France en 1932 et est vice-champion de France en 1933 (il dispute la finale perdue face à l'Olympique lillois).
Il est convoqué en équipe de France en 1933 en tant que doublure de Robert Défossé lors du match amical Allemagne-France le 19 mars. 
En 1935, il est recruté par le Racing Club de Paris, qui cherche une doublure à son international autrichien Rudi Hiden avec lequel le club est en conflit. Il dispute ainsi plus de la moitié des matchs de la saison 1935-1936, au cours de laquelle les Parisiens réalisent le doublé coupe-championnat. 
En 1937, alors qu'il est cantonné au rôle de remplaçant d'un des meilleurs gardiens de but du monde de l'époque, il part au Toulouse FC, en deuxième division.
Il semble être revenu à l'AS Cannes comme entraîneur, au début des années 1940 probablement. 
Il quitte ensuite le monde du football, devient professeur de gymnastique à partir de 1941 puis kiné par la suite.

## Palmarès
- Vainqueur de la Coupe de France en 1932 avec l'AS Cannes
- Champion de France en 1936 avec le RC Paris